# ルッカ
ルッカ (伊: Lucca  発音) は、イタリア共和国トスカーナ州北西部の都市で、人口約89,000人の基礎自治体（コムーネ）。ルッカ県の県都である。
周囲4キロメートルあまりを城壁で囲まれた城塞都市である。『トスカ』等で知られる19世紀の作曲家ジャコモ・プッチーニの生誕地でもあり、旧市街にあるプッチーニの生家は、現在ではプッチーニ博物館となっている。

## 地理

### 位置・広がり

#### 隣接コムーネ
隣接するコムーネは以下の通り。括弧内のPIはピストイア県所属を示す。
- ボルゴ・ア・モッツァーノ
- カマイオーレ
- カパンノリ
- マッサローザ
- ペスカーリア
- サン・ジュリアーノ・テルメ（PI）
- ヴェッキアーノ（PI）

### 気候分類・地震分類

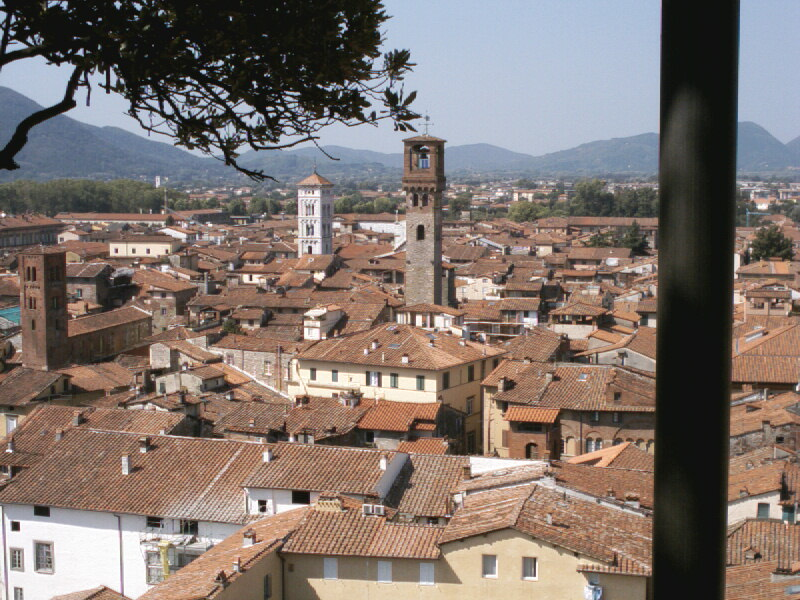
ルッカの街並。グイニージの塔より。

ルッカにおけるイタリアの気候分類 (it) および度日は、zona D, 1715 GGである。
また、イタリアの地震リスク階級 (it) では、zona 3 (sismicità bassa) に分類される。

## 歴史
ルッカはエトルリア人が開いた街であったが、古代ローマによるイタリア統一の過程の中で紀元前180年頃にローマの植民都市に、紀元前90年に自治都市となる。後述する円形闘技場も1世紀末に建設された。共和政ローマ期に第一回三頭政治を組んでいたグナエウス・ポンペイウス、ガイウス・ユリウス・カエサルおよびマルクス・リキニウス・クラッススの3者が紀元前56年に「ルッカ会談」を開いた場所として知られている。
西ローマ帝国を消滅させたオドアケルや東ゴートの攻略を受け、553年にはナルセス率いる東ローマ帝国軍に再征服されるなど多難な歴史があったものの、ルッカは都市及び要塞として重要な役割を担った。7-8世紀にはランゴバルドの支配を受け、10-11世紀には神聖ローマ帝国のトスカーナ辺境伯領の首都となったが、1115年に最後の領主マティルデ・ディ・カノッサが没すると、都市代表権は1120年には市民に移り、以降は自治都市としてまた、イタリアでは珍しい「市民が優勢をかちえた都市」として自主独立の道を歩んでいった。とはいえ複数の僭主による支配も一時期経験している（後述#14世紀-参照）。
11世紀以降はコンスタンティノポリスと並ぶ絹の生産・交易地として繁栄を謳歌した。
14世紀には1314年から1369年にかけて、先述したように幾人かの僭主によって支配された。なかでも1316年から1328年までルッカを支配した、傭兵出身のカストルッチョ・カストラカーニは、城壁内の4分の1にあたる土地を地上げして巨大な城砦をつくるなどしたが、彼の死後に起こった市民による暴動の結果、跡形もなく破壊されてしまった。ただし、支配していた時期は政治的には安定していたともされている。また、その後もフィレンツェ共和国との抗争、ピサによる圧力などが続き一時弱体化はしたが、やはり絹織物の交易という強みがあったおかげで復興し、以降はナポレオン・ボナパルトによる支配まで独立を保った。ちなみにルッカ共和国となったのは1370年で、その前年1369年にカール4世へ貢物をし自由を買い取ったという。
また、1400年から約30年続いたパオロ・グイニージによる統治時代も、グイニージ通り、グイニージ邸そしてグイニージの塔など、現在もその一族の名を残す影響があった点で、またその統治が安定していたということも特筆される 。
19世紀、ナポレオン・ボナパルトがヨーロッパの覇権を握っていた時代にナポレオンの妹エリザ・ボナパルトはルッカ一帯を支配する「ルッカ＝ピオンビーノ大公妃」となり、1809年にはトスカーナ大公国の女大公に封じられたが、ナポレオン没落後にエリザも地位を失った。1815年のウィーン会議でルッカ公国となったが、1847年にトスカーナ大公国に再編された。イタリア統一運動における住民投票で1861年に成立したイタリア王国に組込まれることとなった。
このようなルッカの歴史は、「イタリア統一まで独立を保ちえた」と評されている。また、現在でもルッカ県の県都としてルッカは健在である。

### 版図の変遷

1084年。トスカーナ辺境伯領の一部。
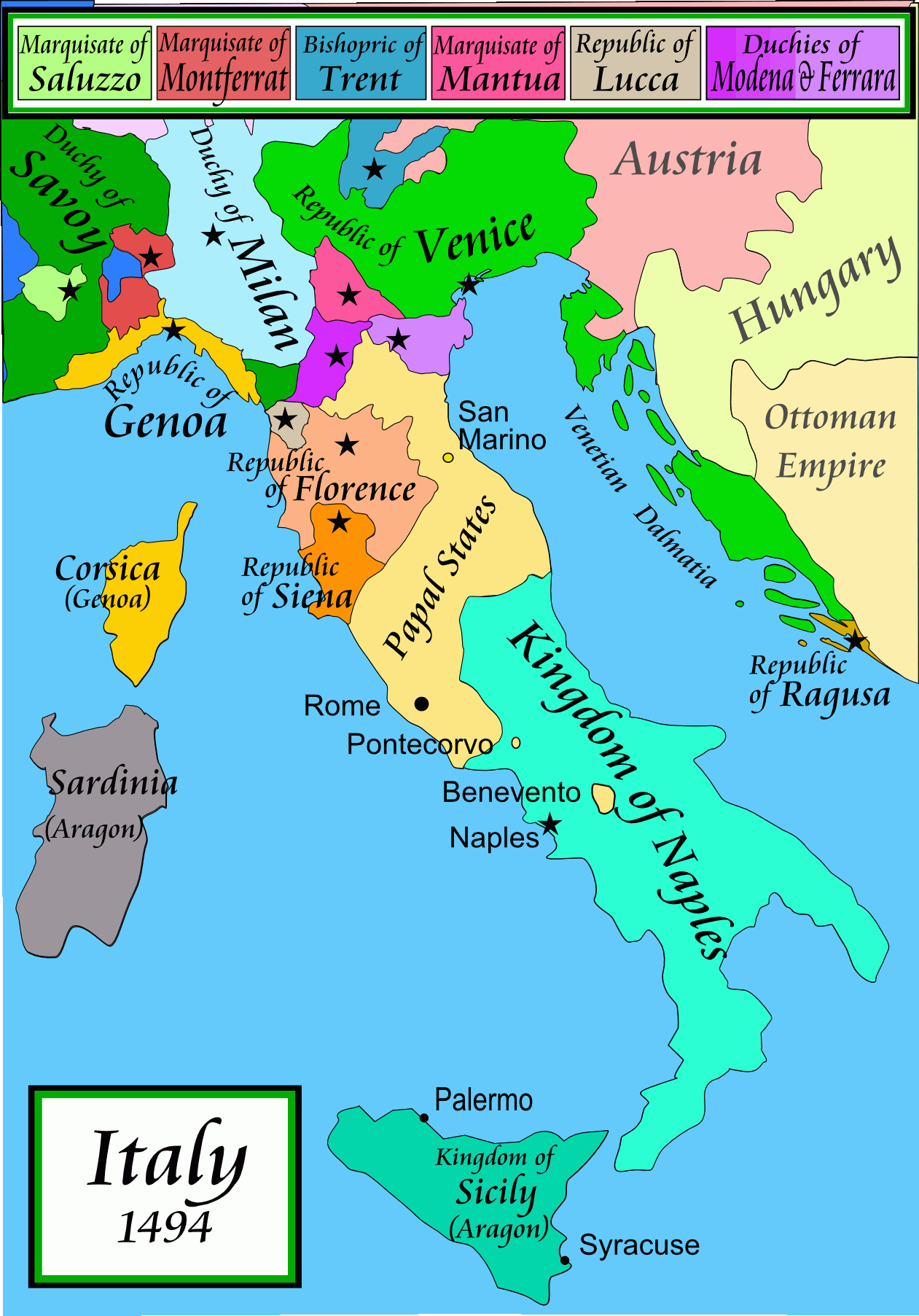
1494年。  Republic of Lucca-ルッカ共和国
1796年。  Republic of Lucca-ルッカ共和国
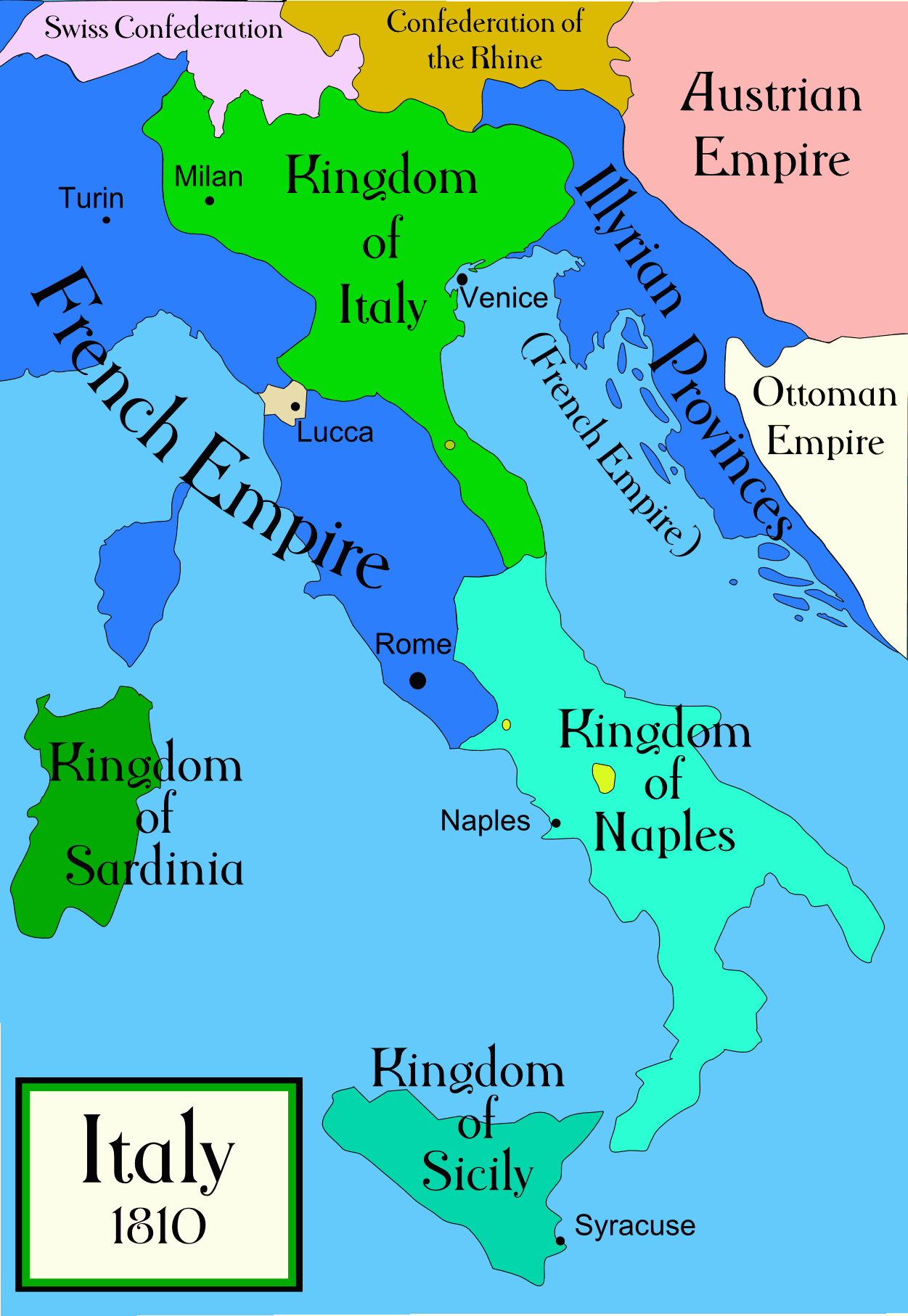
1810年。"French Empire"の中ほどに孤立しているさま。

## 街並
旧市街は、紀元前2世紀に起源を遡り16世紀から17世紀にかけて整備された城壁で囲まれた街並を今に残している（幾度か拡張工事が行われている。詳細は後述の「城壁」節を参照）。ロマネスク様式のバシリカ形式で建築されたルッカ大聖堂（en:Lucca Cathedral）など、中世の建物が見どころである（後述の「聖堂」節を参照）。また、14世紀に建てられたグイニージ通り近くの「グイニージの塔」は、ルッカの街並や周辺を眺められる恰好の展望台となっている。
現在も残る城壁の上部は、緑の多い4.2キロメートルにわたる遊歩道となっており、散歩やサイクリングを楽しめる市民の憩いの場となっている。レンタル自転車屋もある。また、ローマ時代に建設された円形闘技場の遺構を利用した区画も珍しい（後述の「アンフィテアトロ広場」節を参照）。

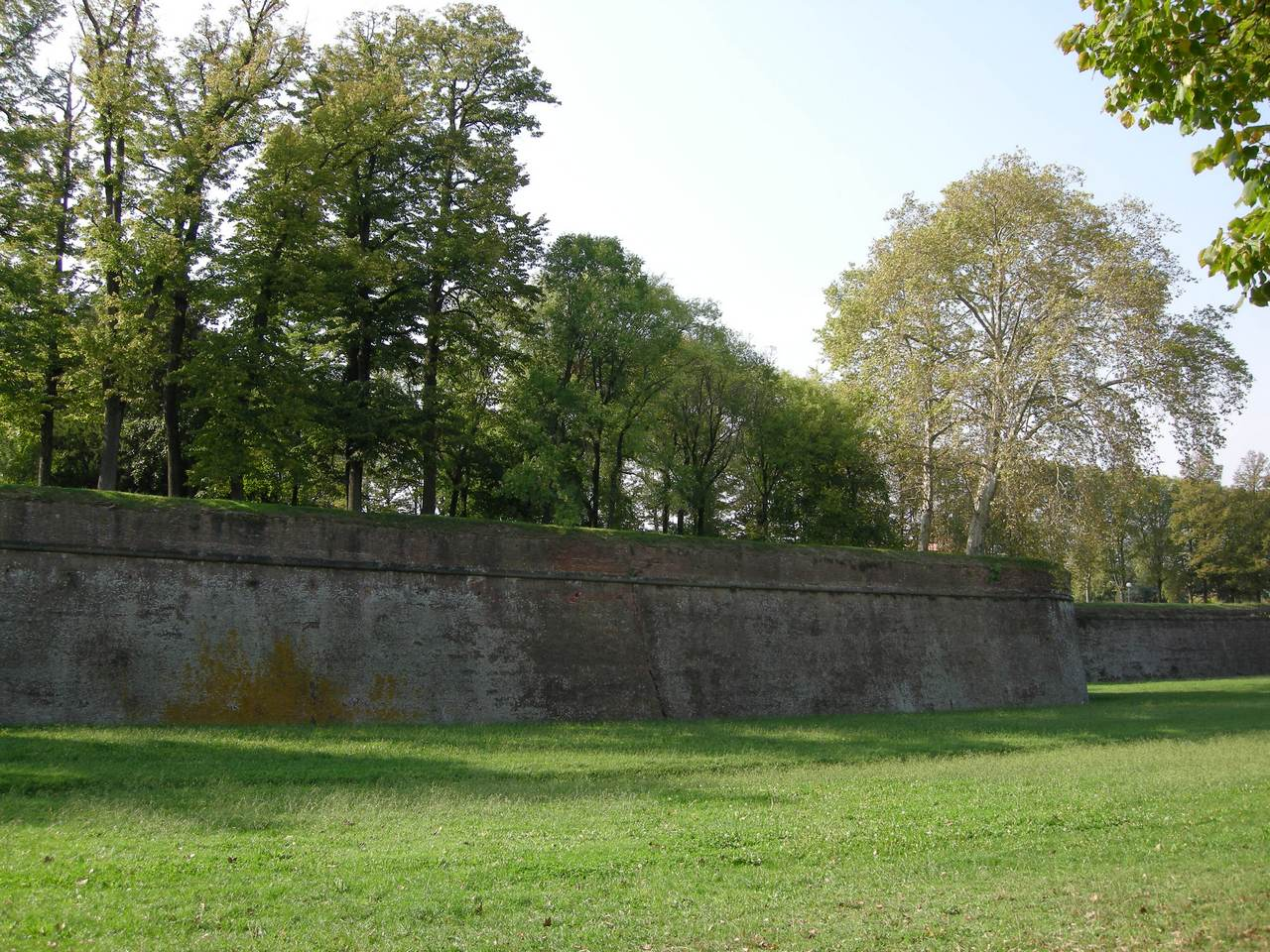
ルッカの城壁

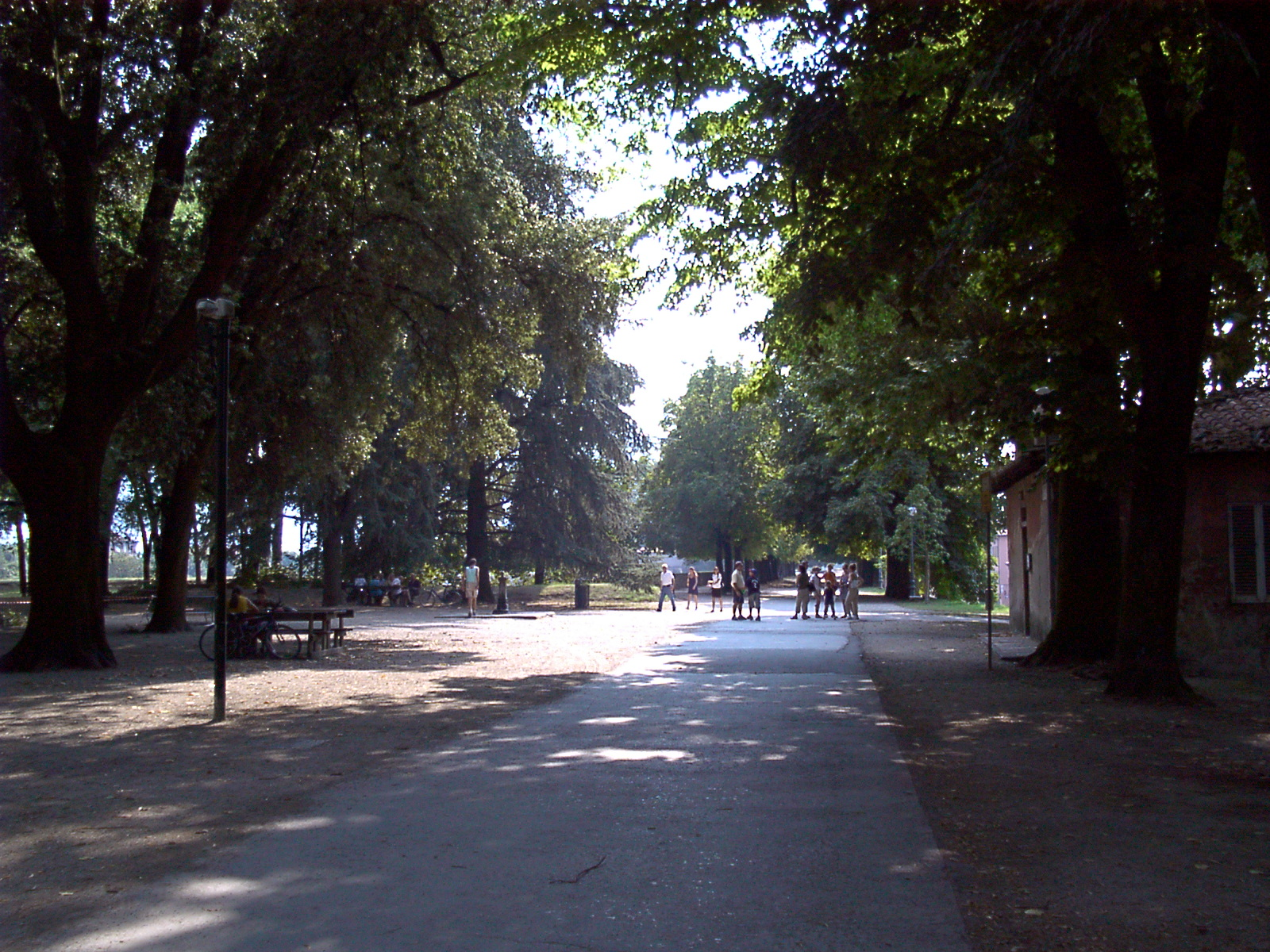
ルッカの城壁上部の遊歩道

### 城壁
ルッカの周囲を楕円状に囲む城壁は幾度かの改修、拡張を経て現在の姿になったが、その起源はローマの植民都市となった紀元前2世紀まで遡る。第二市壁と呼ばれる最初の拡張工事は12世紀末からはじまり1265年に終わり、14世紀末から15世紀初頭にさらに拡張された。第二市壁の段階で後述のアンフィテアトロ広場やサン・フレディアーノ聖堂などの区画は壁内に取り込まれた。第三市壁は1504-1645年、現在の城壁は第4世代で、19世紀に上面を緑化し遊歩道が整備された。現在も一部が残る稜堡と砲郭は第三市壁の頃に整備されたという。
城壁は高さは約12メートル、土台の幅は約30メートルで、東西南北にいくつか門があるが、中でも北、南および西にあるうち以下に挙げるの3つ門は彫像やフリーズで装飾されており、「記念碑的意味」を持つという。3つの門の建設時期と方面を以下に挙げる。
- 北面：サンタ・マリア門(Porta S.Maria) - 1593年
- 南面：サン・ピエトロ門(Porta S.Pietro) - 1566年
- 西面：サン・ドナート門(Porta S.Donato) - 1629年

他には東面のエリザ門(Porta Elisa)、西面の別の箇所にヴィットーリオ・エマヌエーレ門(Porta Vittorio Emanuele)などがある。

### 広場
本節ではルッカ城壁内のいくつかの広場について解説する。

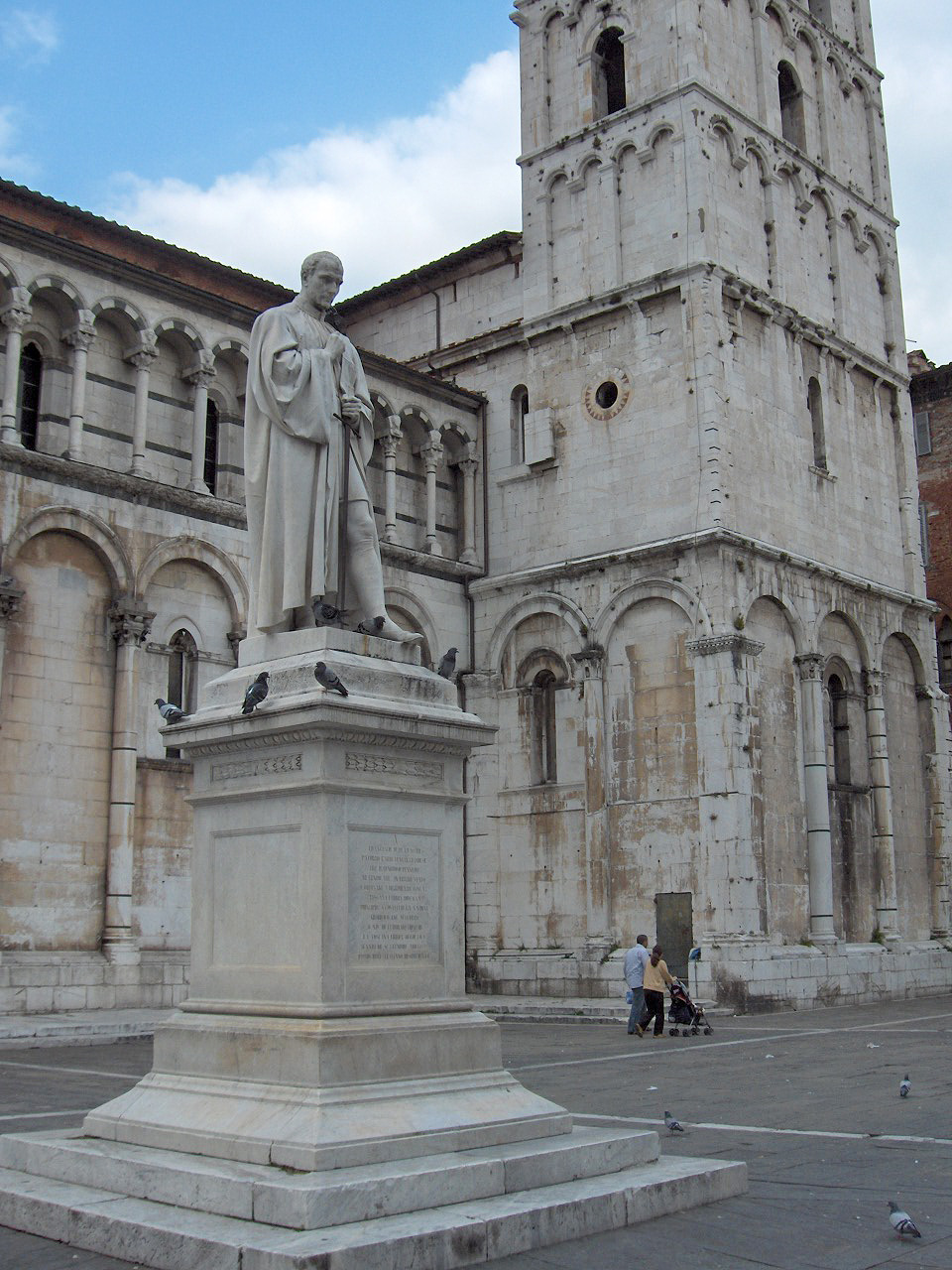
サン・ミケーレ広場

#### サン・ミケーレ広場

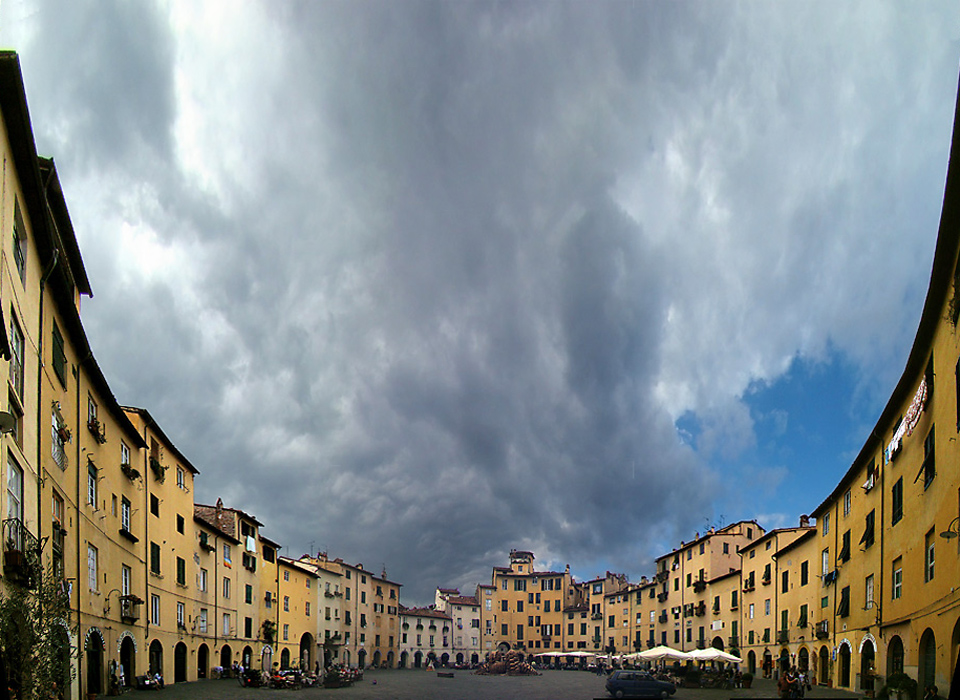
アンフィテアトロ広場

市街の中ほどに位置するサン・ミケーレ広場は、ローマ時代の公共市場（これをフォロという）に起源を遡る。4方を建物に囲まれ、広場の真ん中には後述するサン・ミケーレ・イン・フォロ教会が鎮座している。広場の南面にある建物はパラッツォ・プレトリオ（プレトリオ宮）といい、ルネサンス期の比較的簡素な建築である。パラッツォ・プレトリオは1階部分がロッジア状になっており、そこにはマッテオ・チヴィターリの坐像が飾られている。
教会の南側に建っている像はフランチェスコ・ブルラマッキ像（右図）。

#### アンフィテアトロ広場
市街の北部に位置するアンフィテアトロ広場(Piazza Anfiteatro)はローマ時代の円形闘技場の遺構を再利用した広場である。周囲をアンフィテアトロ通りに囲まれた楕円形のエリアにあり、アリーナであった広場と、その外周（観客席の部分）にある住居で構成される。なお、アンフィテアトロは円形劇場とも訳されるが、本項では「円形闘技場」で統一する。
起源は1世紀の円形闘技場で、長い歴史の中で様々な利用形態に転用されたものの、最終的に現在は居住施設と広場になっている。古代ローマを起源に持つ都市では、円形闘技場の遺構の住居などへの転用は中世においては一般的であったが、現在において遺跡としてではなくこのような様態は珍しい。もっとも、1838年に再開発が行われるまでは広場の部分はすでに建物が建ってしまっており、アリーナの形状が跡形もなかった。この再開発で市場になったが今度は屋台などに占拠されてしまい、結局1936年、1972年の2度の移転でようやく現在のような状態になった。
現地で楕円の有様を上空から見学するには、南南東にあるグイニージの塔の頂上から見るのがよい。

#### ナポレオーネ広場
市街の南部に位置するナポレオーネ広場(Piazza Napoleone)は、ルッカ公国時代にその名がつけられた広場である。広場の西面を除いた3面は樹木が植えられ、中央には彫像が立てられている。西面のヴィットリオ・ヴェネト通りを挟んだ向かいにはドゥカーレ宮殿があり、現在は庁舎になっている。
毎年7月の数日はルッカ・サマー・フェスティバル(it:Lucca Summer Festival)の会場になり、通りを封鎖して舞台が設置される。

### 聖堂

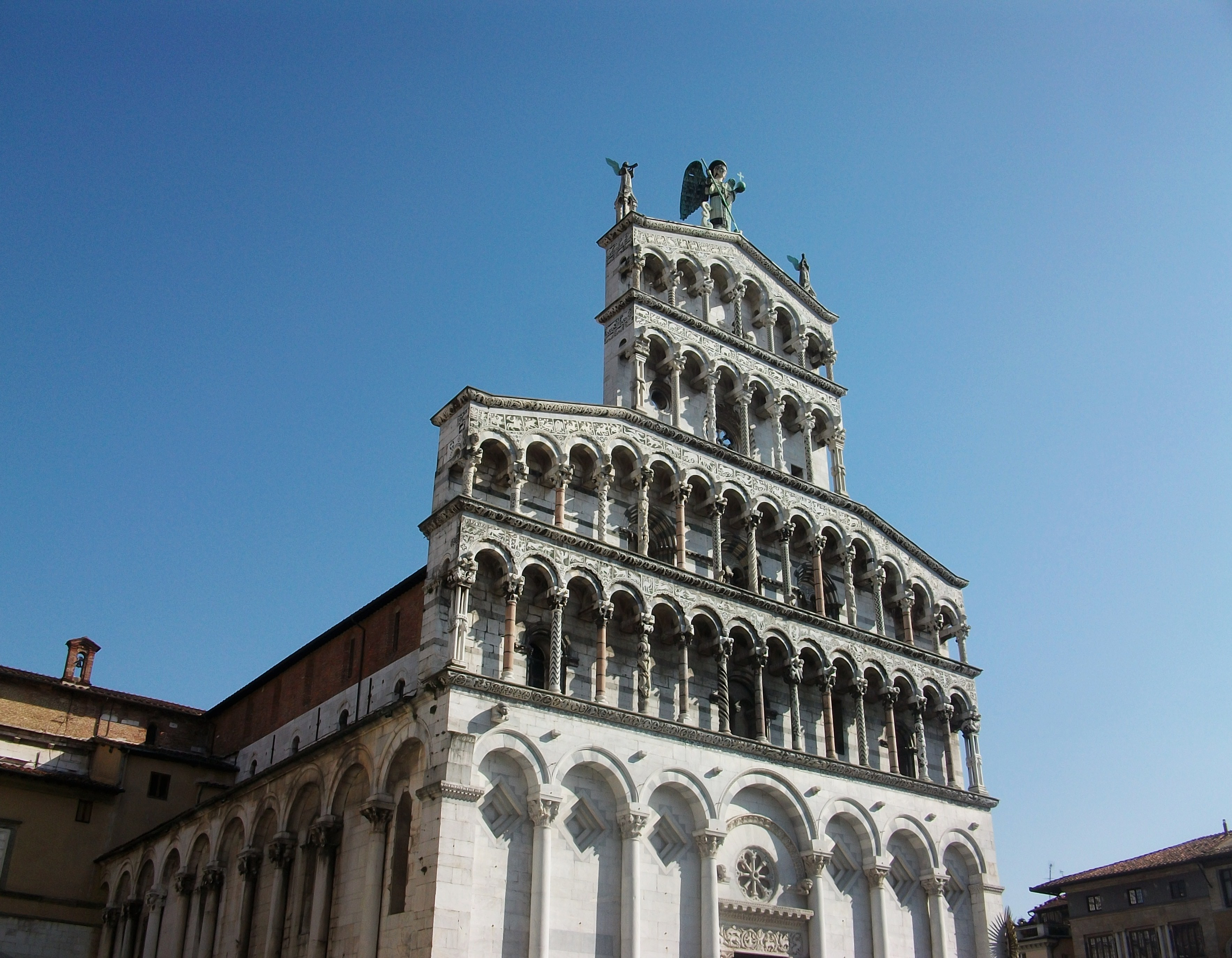
ルッカ様式のファサード（サン・ミケーレ・イン・フォロ教会）

ルッカにはロマネスク様式のいくつかの聖堂が現在も残っている。これら聖堂の縁起はロマネスク以前に遡るものがあるが、上述の歴史において市民に代表権が移行した12世紀末ごろに相次いでロマネスク様式に改装されたものである。このタイミングについては、大聖堂（教会の権威）と大聖堂を除いたサン・ミケーレ・イン・フォロ教会およびサン・フレディアーノ聖堂（市民主導）の、対抗意識も反映しているとされる。

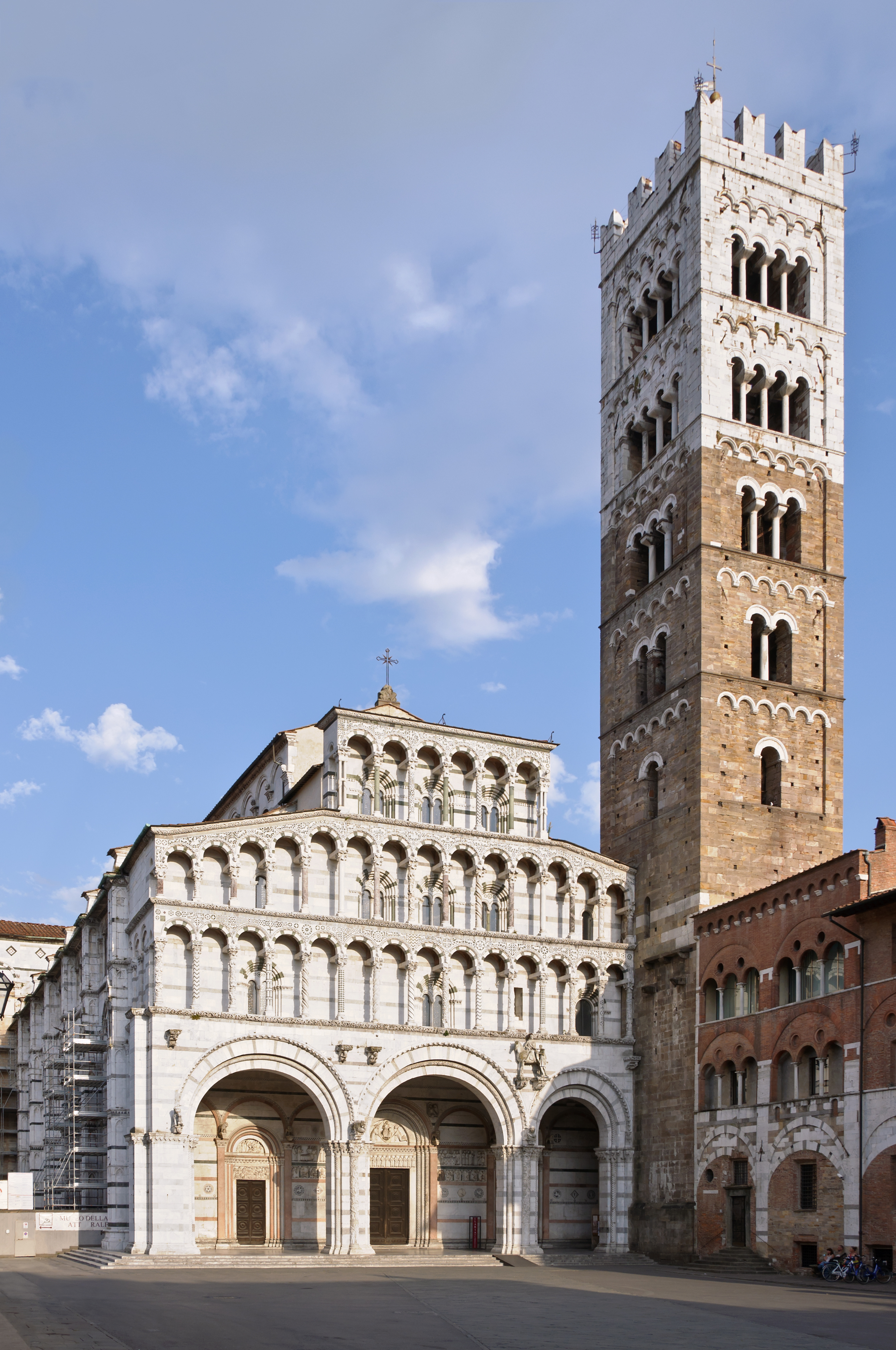
ルッカ大聖堂

後述する大聖堂とサン・ミケーレ・イン・フォロ教会はロマネスク様式の中でも特にルッカ様式と呼ばれる特徴的なファサードをもつ。これはピサ大聖堂のような多層のギャラリーを持つものの、さらに象嵌や浮き彫りも付加された様式である。材料の大理石や蛇紋岩は近郊で調達され、このように明暗の多色を用いた理由としては視覚的効果および装飾的効果を狙ったものと考えられている。なお、類似の装飾は中世後期のものがトスカーナには多く現存している。

#### 大聖堂
ルッカ大聖堂（正式名称サン・マルティーノ大聖堂(cattedrale di San Martino)）は、南城壁の近くに立地しており
、その起源は6世紀で、現在の聖堂は1070年、アレクサンデル2世の献堂による
。ファサードは13世紀初頭の

もので、後述のサン・ミケーレ・イン・フォロ教会のそれと同じ人物グイデット・ダ・コモによる製作でルッカ様式を見せる。
この聖堂は聖マルティーノの名を冠すだけに、ファサードには聖マルティーノの彫像が、またポーチの奥にはその生涯の場面を描いた彫刻がある。
内部には様々な名物があり、ティントレットの板絵『最後の晩餐』、ヤコポ・デッラ・クエルチャによる、石棺の上に配置された『イラリア・デル・カッレットの彫像』、ドメニコ・ギルランダイオによる『聖母子と聖人たち』

などがあるが、1070年の献堂当時に大聖堂に収められ、中世には多くの巡礼を集めた『ヴォルト・サント（聖顔）』

は外せない。これは身廊に建っている、マッテオ・チヴィターリ作の礼拝堂のさらに中に安置された木彫りのキリストの磔刑像で、イエスの遺体を引き取って埋葬したニコデモの作といういわくつき

の聖遺物

である（画像は「外部リンク」節の"Una scheda sul Volto Santo"を参照）。

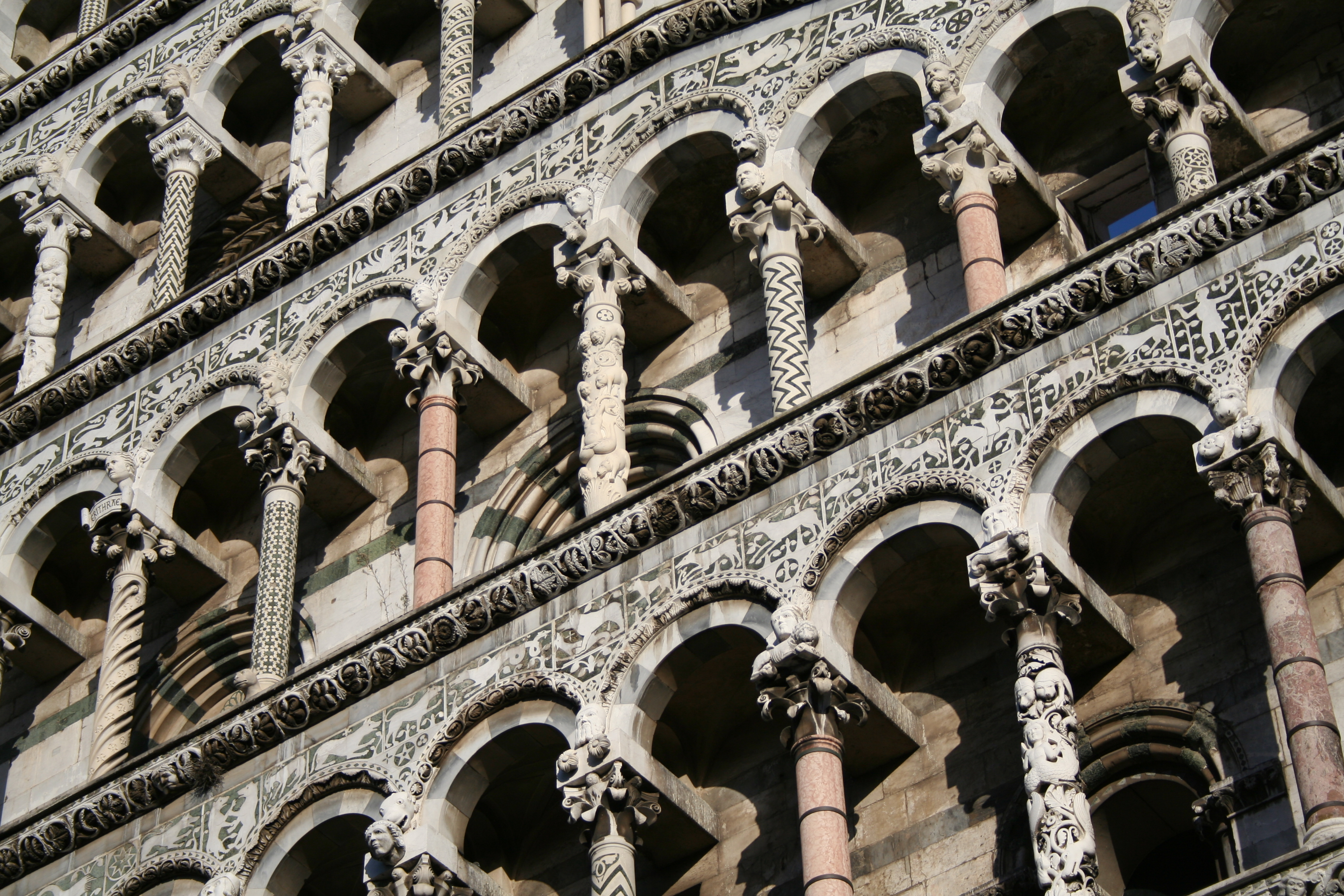
サン・ミケーレ・イン・フォロ教会ファサードの象嵌

#### サン・ミケーレ・イン・フォロ教会
サン・ミケーレ・イン・フォロ教会(イタリア語:Chiesa di San Michele in Foro)は、ルッカの中心にあるサン・ミケーレ広場内に立地しており、その起源は明らかでないものの、8世紀末には原型が存在していたといわれ、現在の教会は1143年に建設を開始された。ファサードは前記大聖堂同様のルッカ様式であり、13世紀初頭に製作された。上部には巨大な大天使ミカエル像を戴いている。南翼廊の塔はトスカーナ風のロンバルディア帯も見られる。
内部は簡素なバシリカで、フィリッピーノ・リッピによる板絵『4人の聖人』、アンドレア・デッラ・ロッビアによる釉薬を使ったテラコッタ『慈愛の聖母』などが見学できる
。
ジャコモ・プッチーニがオルガン奏者を務めた時期もあるという

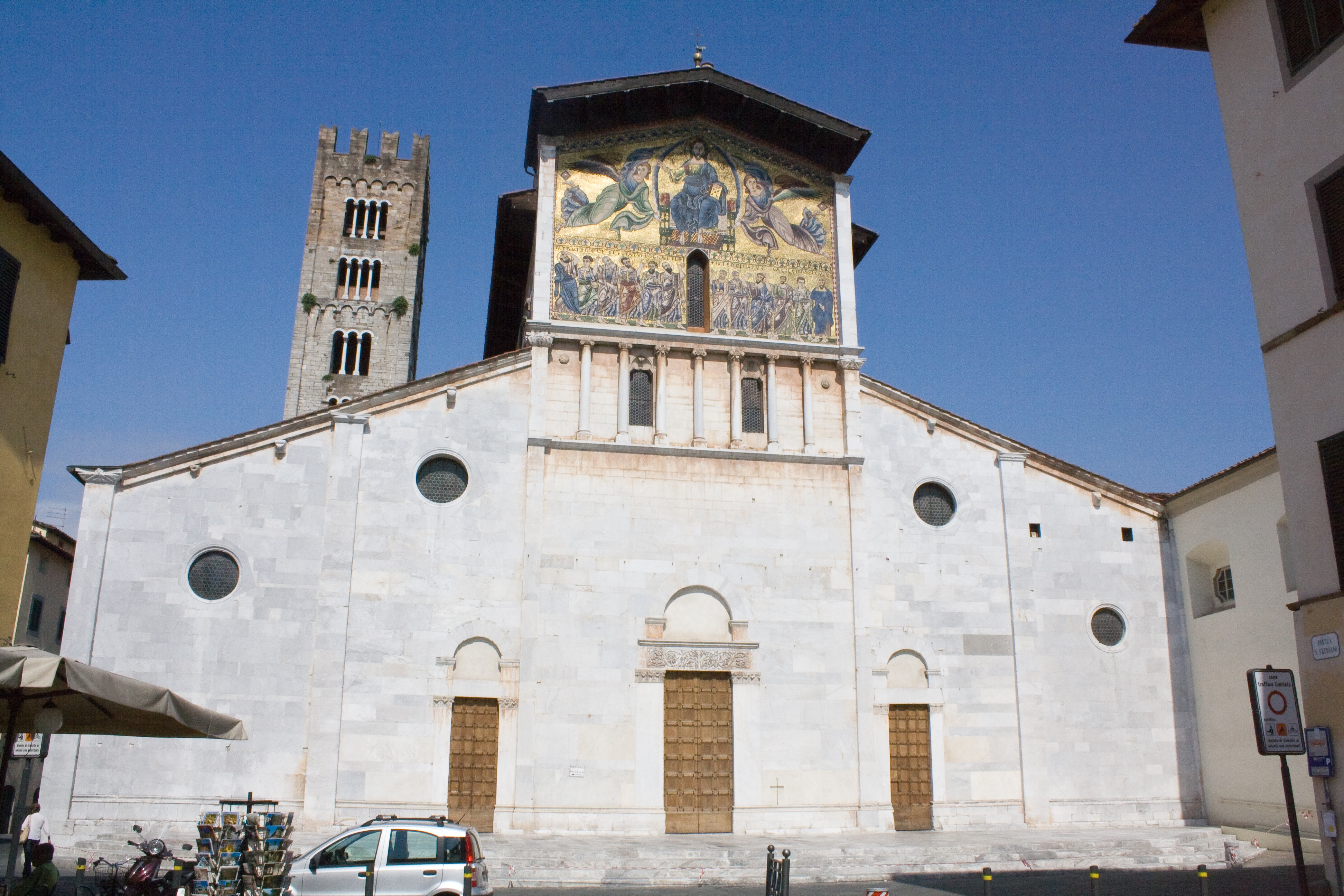
サン・フレディアーノ聖堂のファサード

。

#### サン・フレディアーノ聖堂
サン・フレディアーノ聖堂(イタリア語:Basilica di San Frediano)は市街北部、アンフィテアトロ広場の近く（北西）に立地している。起源は6世紀末のサン・ヴィンチェンツォ聖堂(Chiesa di S.Vincenzo)であり、7世紀末に地元の聖人フレディアーノ（en:Fridianus）に捧げられた。現在の聖堂は1112年-1147年に建設され、ファサードの特徴的なモザイク画『キリストの昇天』は13世紀頃の製作である。
この聖堂とアンフィテアトロ広場は12-13世紀の市壁拡張までは壁外にあった。
建設資材は近所にあったアンフィテアトロ広場の前身、円形闘技場の部材が多く転用され、それらは内部の空間に円柱や柱頭という形で現存している。身廊南にある祭室には伝アンドレア・デッラ・ロッビア作の、釉薬を使ったテラコッタ『受胎告知』が壁面上部に、その下の床にはモーセの物語の浮彫が施された円形の洗礼盤がある。

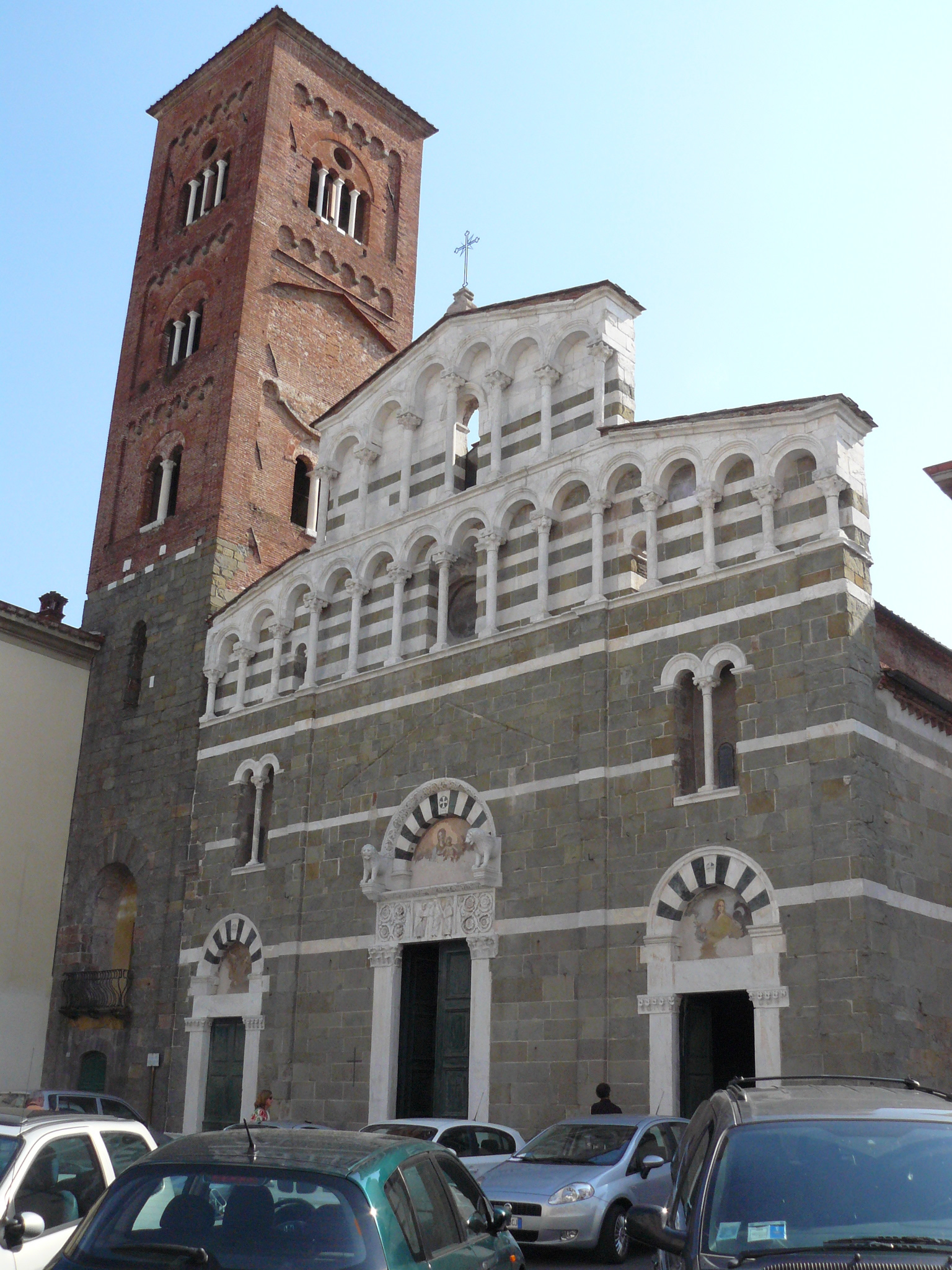
サン・ピエトロ・ソマルディ教会のファサード

#### サン・ピエトロ・ソマルディ教会
サン・ピエトロ・ソマルディ教会(イタリア語:Chiesa di San Pietro Somaldi)は市街北部、アンフィテアトロ広場の近く（東）に立地している。起源は8世紀といわれ、現在の建物の着工は12世紀で、ファサードの製作は13世紀である。この教会も建設に当っては、近所にあった円形闘技場の部材が一部で使用された。

#### その他の聖堂
- サンティ・ジョヴァンニ・エ・レパラータ教会(it:Chiesa dei Santi Giovanni e Reparata)
  - 縁起は5世紀であり、最初の司教座が置かれた[66]。
  - 現在は観光用に開放されている。
- サン・フランチェスコ教会(it:Chiesa di San Francesco (Lucca))
  - 音楽家のルイジ・ボッケリーニとフランチェスコ・ジェミニアーニの墓がある[67]。
- サンタ・マリア・フォリスポルタム教会(it:Chiesa di Santa Maria Forisportam)

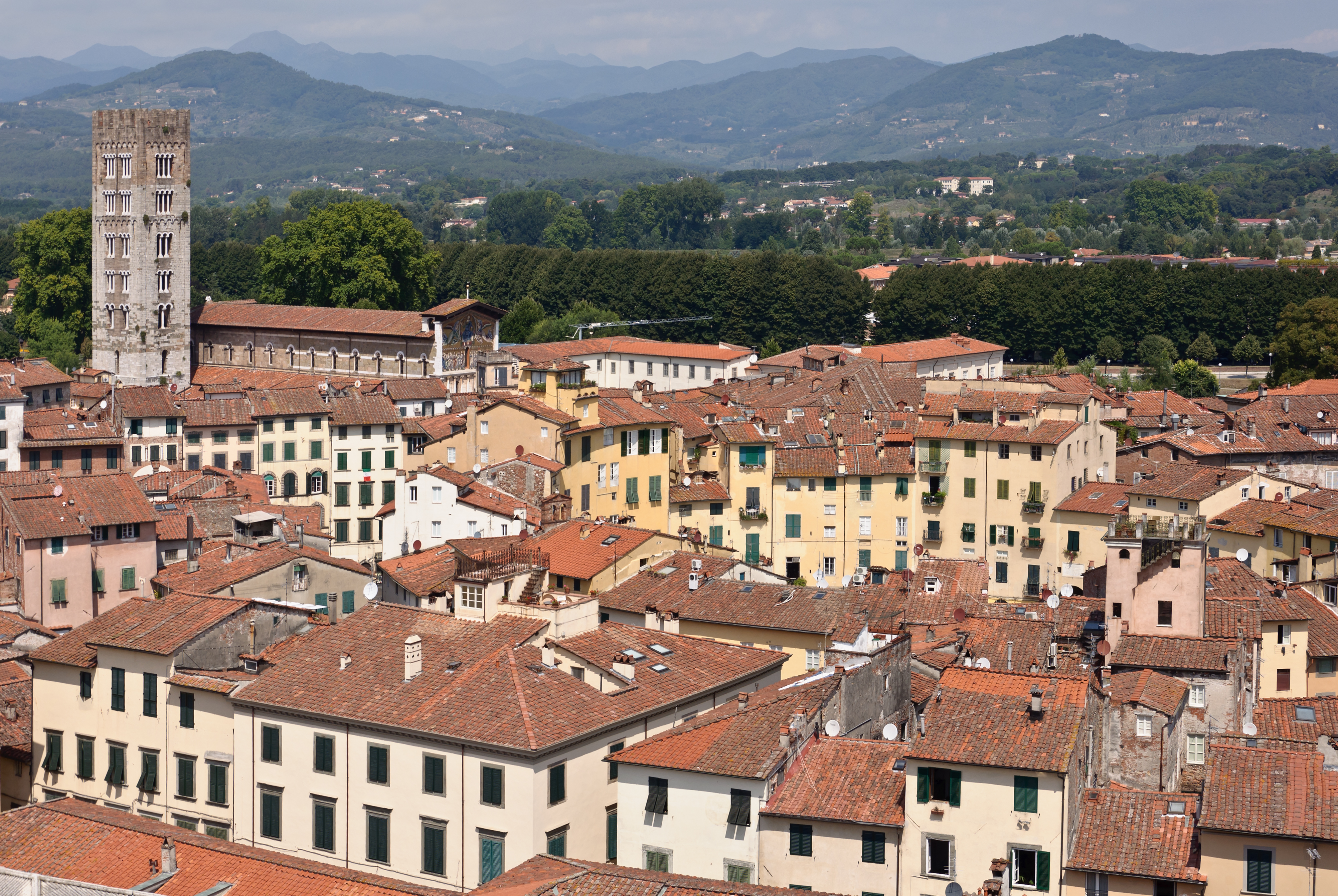
グイニージの塔上部からの眺望

  - 12世紀に創建された教会[68]。

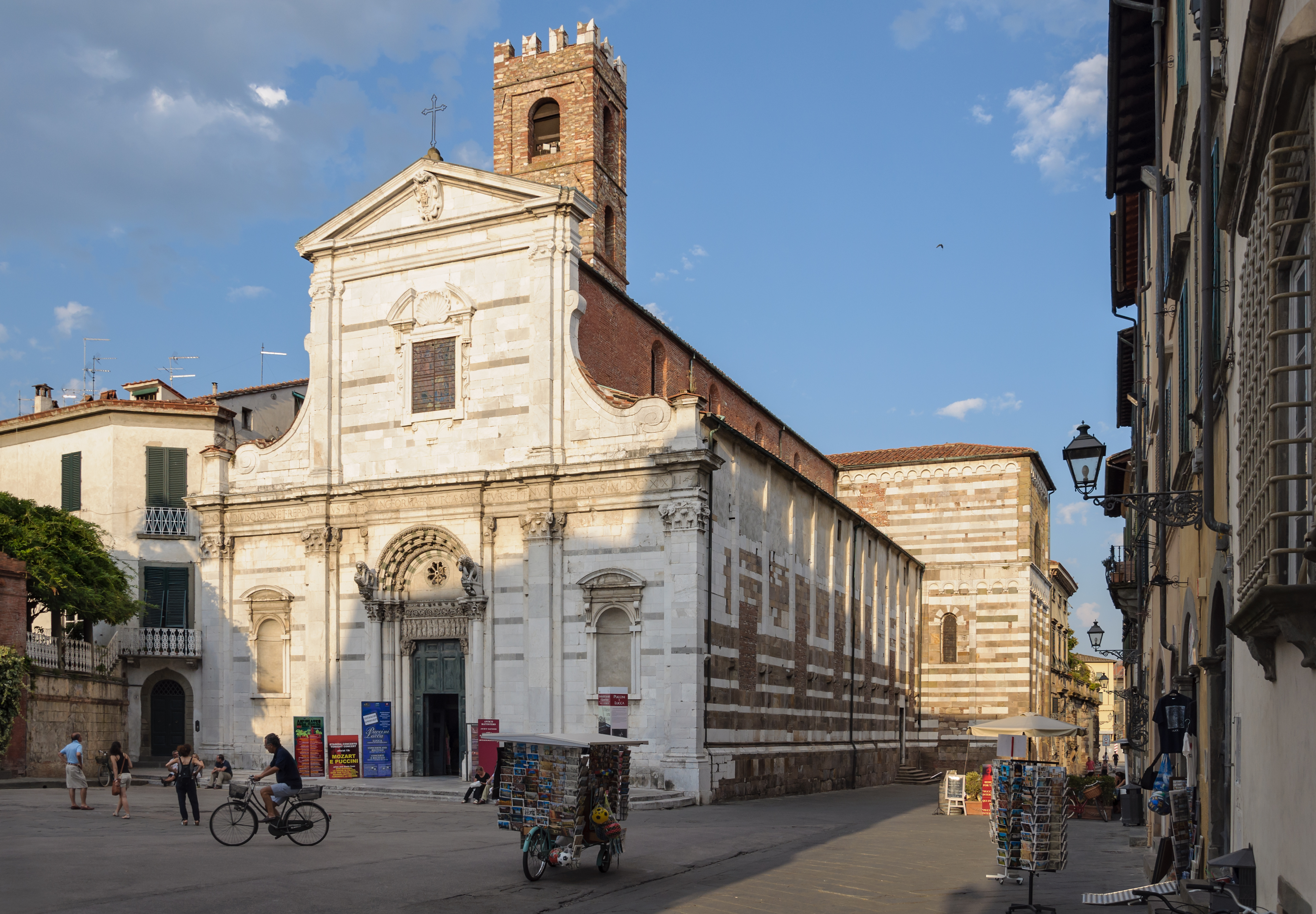
サンティ・ジョヴァンニ・エ・レパラータ教会
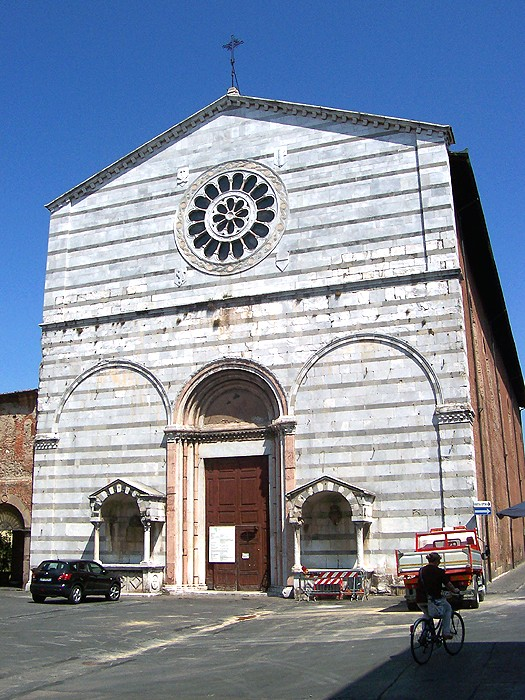
サン・フランチェスコ教会
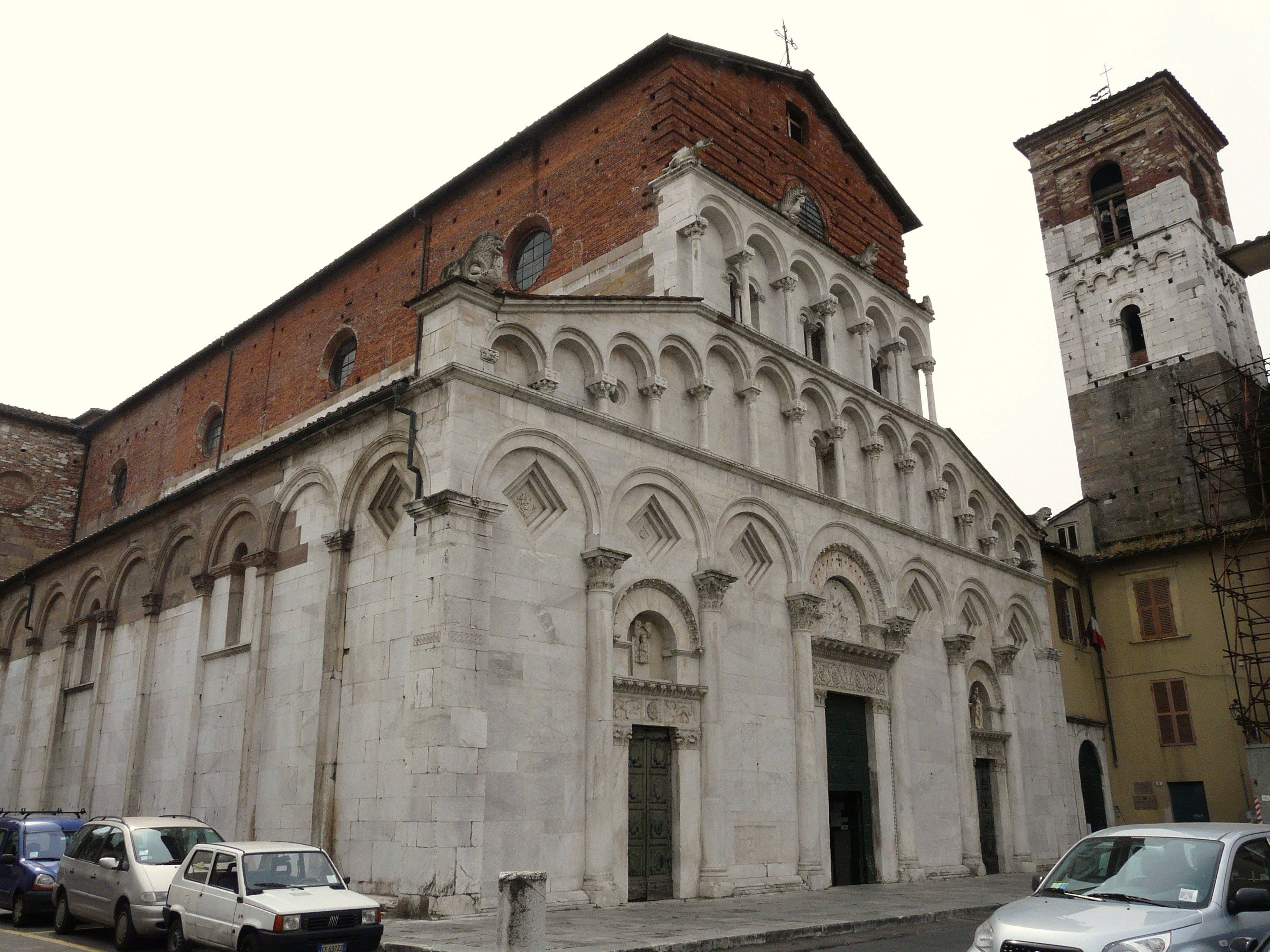
サンタ・マリア・フォリスポルタム教会

### グイニージの塔

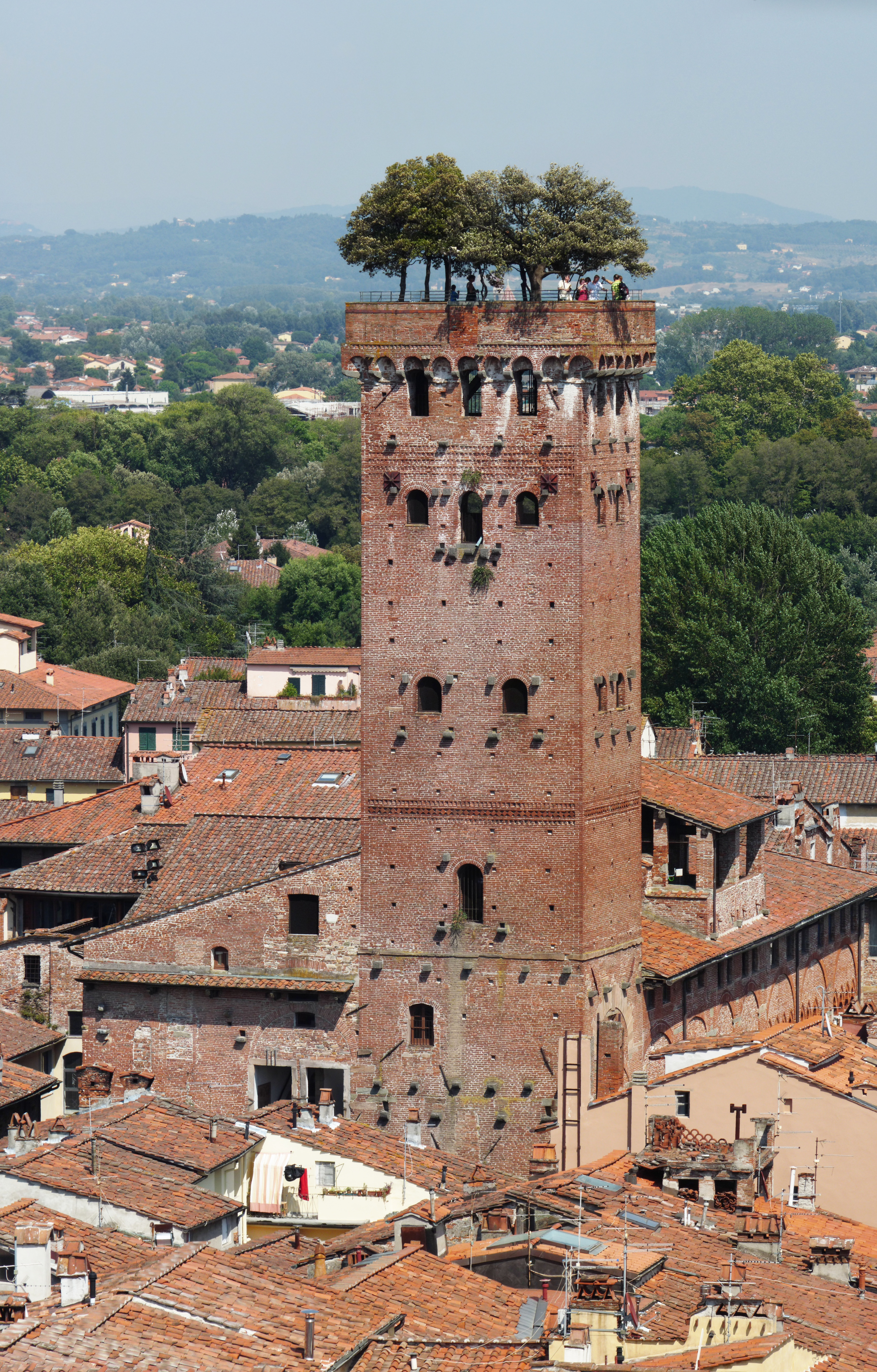
グイニージの塔

ルッカは14世紀初頭、壁内に100を超える塔が立ち並んでいた。現在では入場可能な塔は2箇所になってしまったが、そのうちのひとつがグイニージの塔である。アンフィテアトロ広場の南南東に位置し、高さは41メートル、頂上にはなぜかカシの木が植わっているという風変わりな塔である。
右図は上部から北を向いた眺望。左側に見える鐘楼のついた建物はサン・フレディアーノ聖堂で、中ほどに見えるカーブを描いた建物群がアンフィテアトロ広場。
この塔から東へ向かったところで交差する、南北に伸びる街路がグイニージ通りである。

## 文化
ルッカは13世紀末まで（特に1150年-1270年）建築と美術で優れ、特に板絵のジャンルではフィレンツェやシエーナも及ばないといわれる程の隆盛を誇った。
現在も市内にいくつかの美術館や博物館を備え、また文化行事も行われている。本節ではこれらを取り上げる。

### 施設
- 旧グイニージ邸、国立博物館（it:Museo nazionale di Villa Guinigi）
  - 市内東部に位置する。近くにはサン・フランチェスコ教会がある。
- プッチーニ博物館（it:Museo-casa natale di Giacomo Puccini）
  - サン・ミケーレ広場から西へ程近い。1979年に開館し、一時期改装工事をしていたが2013年現在は利用可能[70]。
- 大聖堂博物館（Museo della Cattedrale）
  - 大聖堂に併設。大聖堂にある彫刻などの名物を保全するために1992年に開館した[71]。
- イタリア・マンガ及びイメージ美術館（it:Museo del fumetto e dell'immagine）
  - 2008年にオープンした市内南西部にある美術館[72]。

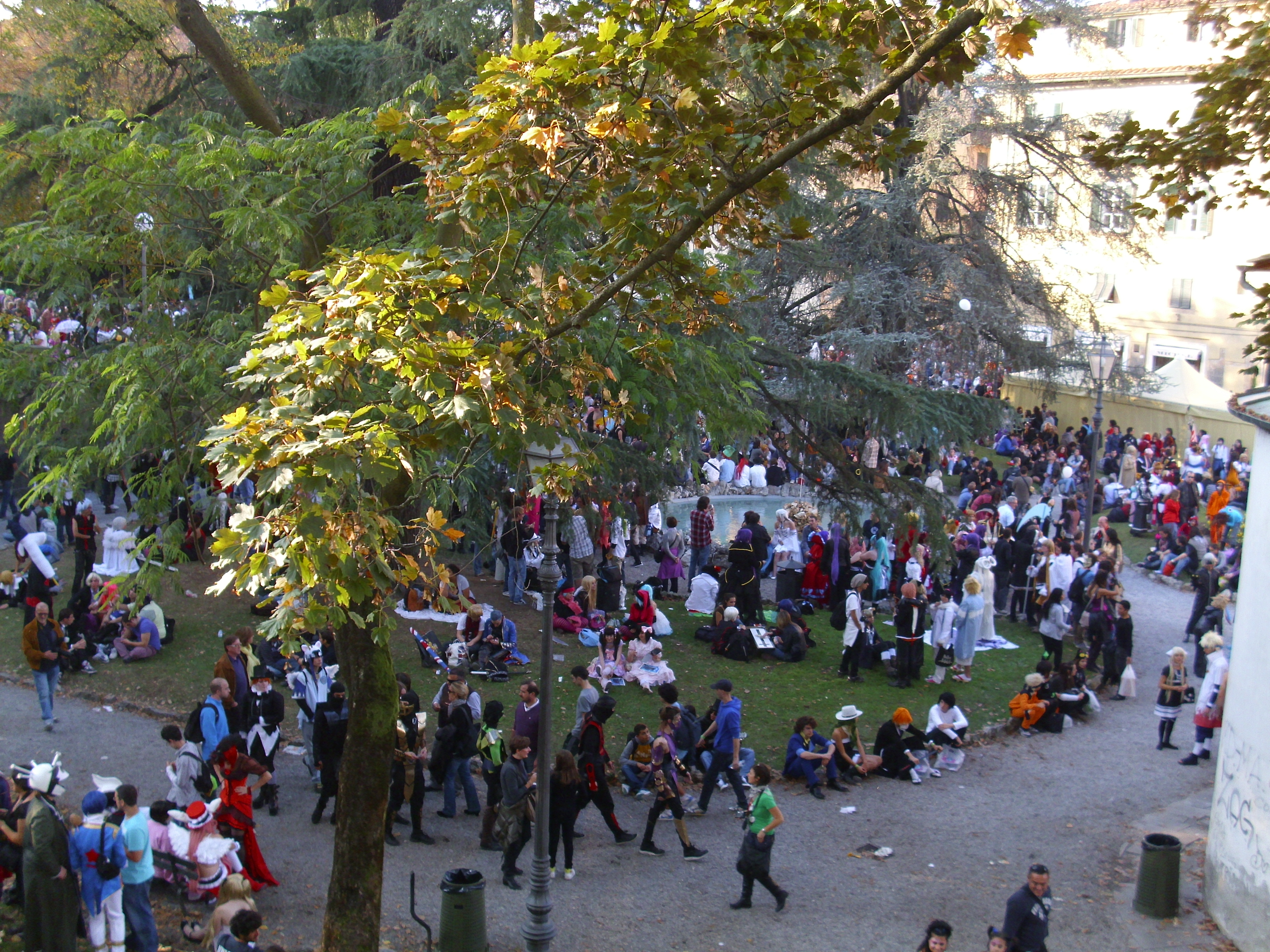
ルッカ・マンガ&ゲームフェスティバル2011の模様

### 行事
先述したナポレオーネ広場のサマーフェスティバルの他にも様々なイベントがあり、そのうちのいくつかを紹介する。
- サンタ・クローチェ祭（十字架挙栄祭）(it:Festa della Esaltazione della Santa Croce (Lucca))
  - 毎年9月13日から14日に行われる。大聖堂のヴォルト・サントに捧げる祭り[53]。
- ルッカコミックス&ゲームズ
  - 1966年から続くヨーロッパ最古のもの。コミケ的なイベントで「上映会、コンサート、講演、シンポジウム、コスプレ、作家との交流会など」が行われ、日本館も開設される[73][74]。

## コムーネの行政
歴代首長についてはen:List of mayors of Luccaを参照。
ルッカには81の分離集落がある。

## スポーツ

### サッカー
プロサッカークラブであるASルッケーゼ・リベルタス1905が本拠を置く。2017-18シーズンはセリエC（3部リーグ）に属する。

## 姉妹都市
- コルマール、 フランス
- アビンドン＝オン＝テムズ、 イギリス
- ホルクム、  オランダ
- ショーンガウ、  ドイツ
- シント＝ニクラース、  ベルギー
- ブエノスアイレス、 アルゼンチン
- 国立市、 日本 国立市の桜の子孫がルッカ市に植樹されていることによる。[75]。

## 出身著名人
- ジョゼッフォ・グアーミ （作曲家）
- フランチェスコ・ジェミニアーニ （作曲家）
- ルイジ・ボッケリーニ （作曲家）
- アルフレード・カタラーニ （作曲家）
- ジャコモ・プッチーニ （作曲家）
- ツィタ・フォン・ブルボン＝パルマ （オーストリア・ハンガリー帝国皇后）
- マリオ・チポリーニ （自転車ロードレース選手）
- アンドレア・トファネッリ（ジャズトランペット奏者）
- アレッサンドラ・マルキ（ファッションデザイナー）
- エロス・リッチョ（チェスプレイヤー）

## アクセス
ルッカには空港が存在しないため、イタリア国外から訪れる場合は近郊の町から電車または車で移動することになる。近隣の町とはフィレンツェ（約65キロ）、ピサ（約25キロ）であり、それぞれ電車では1時間半、30分といった所要時間である。

## 関連文献
- 浅井朋子『文化応報誌 SPAZIO no.64 マッテオ・チヴィターリとは?』NTTデータジェトロニクス、2005年。